# Flotzbach (Wolfurt)
Flotzbach  ist ein Ortsteil und ehemaliges Sumpfgebiet südwestlich der Gemeinde Wolfurt (heute teilweise Parzelle „Flotzbachfeld“) und ein Gewässer.

## Namensherkunft
Der Name Flotzbach findet sich in Vorarlberg lediglich in Wolfurt. Es wird vermutet, dass der Flotzbach „ein Bach gewesen sei, der ob seiner trägen Strömung eine merkliche Trübung verursachte und das Wachstum der Wasserpflanzen förderte“. Flotzbach bedeute nach Josef Zöhrer: „schlammiger, nur noch in Spuren vorhandener Bach“. Der Flotzbach hat schon aufgrund seiner geringen Abmessungen vermutlich nicht zur Holzdrift gedient (siehe z. B. Flotzbach/Floßbach in Isenach in Rheinland-Pfalz).

## Geschichte
Das Flotzbach gehört seit Jahrhunderten zur Gemeinde Wolfurt.
Flotzbach bei Wolfurt wurde in der Zeit des Hexenwahns in Vorarlberg als der am häufigsten von den Beschuldigten genannte Hexentanzplatz bezeichnet.
Im „Allgemeinen National-Kalender für Tirol und Vorarlberg“ wird für 1825 in Flotzbach noch keine nennenswerte Besiedelung genannt. 1790 ist als Erster der Steinhauer Johannes Rohner vom Eulentobel hierhergezogen.

## Topographie, Geografie, Lage und Verkehr
Flotzbach (407 m ü. A.) ist südlich, westlich und nördlich von großen landwirtschaftlichen Flächen umgeben. Südöstlich befindet sich der Ortsteil Rickenbach und nordöstlich das Zentrum von Wolfurt („Dorf“). Es handelt sich um eine große Riedfläche.
In Schematismus für Tirol und Vorarlberg (1839) wird Flotzbach nicht als eigenständiger Weiler und Teil von Wolfurt angeführt. Ebenfalls fehlt im Provinzial-Handbuch von Tirol und Vorarlberg für das Jahr 1847 ein solcher eigenständiger Eintrag.
Es führen relativ schmale Straßen von und zum Ortsteil, die für Durchgangsverkehr nicht geeignet sind. Der Güterbahnhof Wolfurt und das Gewerbegebiet Hohe-Brücke sind vom Siedlungsgebiet durch den Freiraum Flotzbach getrennt, der weitestgehend erhalten werden soll.

## Gewässer

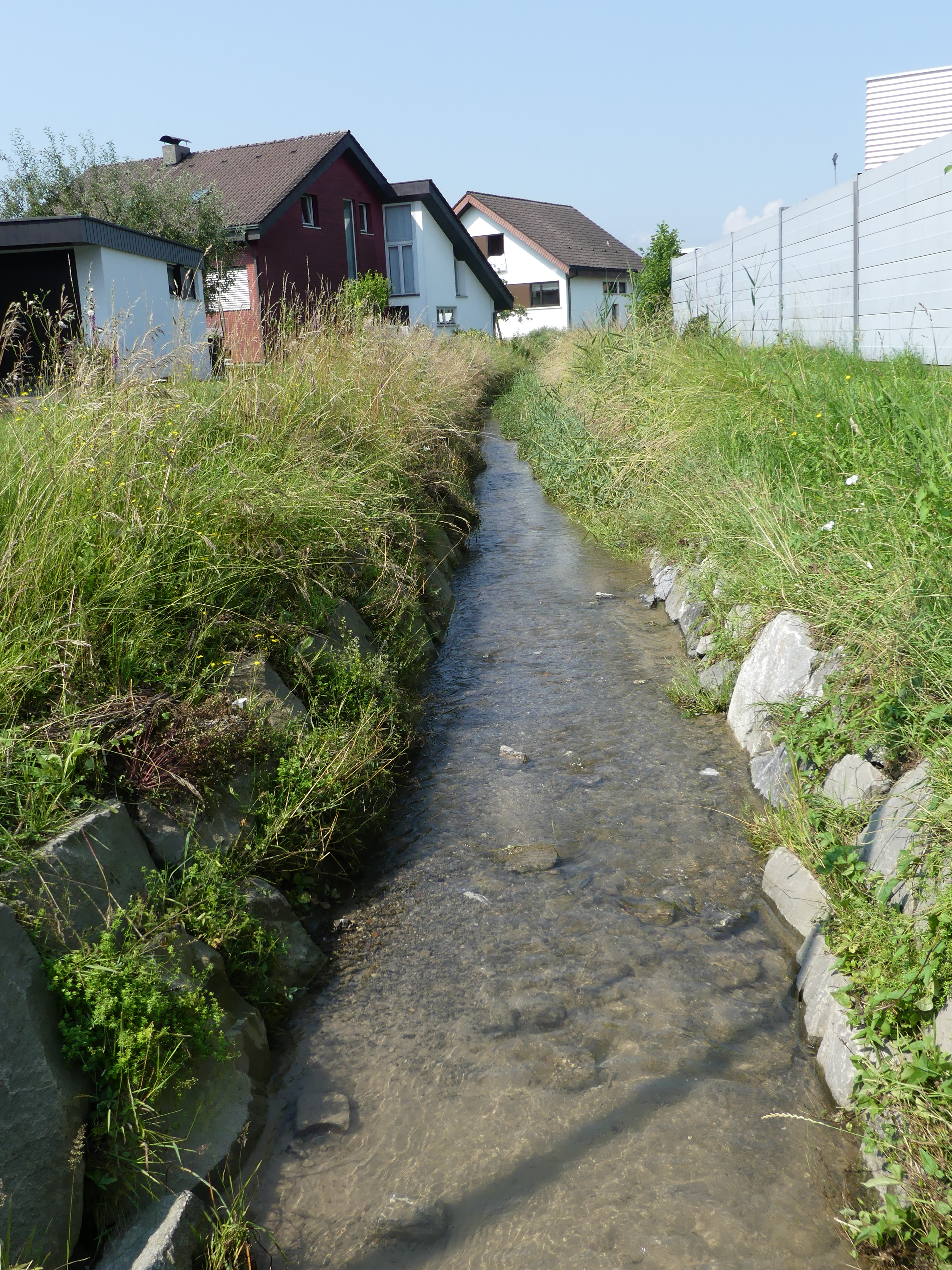
Der namensgebende Flotzbach

Der Flotzbach führt teilweise parallel zur Flotzbachstraße und mündet bei Gewässerkilometer 0,44 in den „Unteren Rickenbach“. Der Flotzbach wechselt bei Gewässerkilometer 0,44 den Namen und wird ab hier bis zur Quelle „Wiesengraben“ genannt. Flotzbach bzw. Wiesengraben haben eine Gesamtlänge von 1,22 km und das Gewässer entspringt in der Nähe der L 3 (Brühlstraße) / Abzweigung Augasse / Schmiedgasse. Das Gewässer hat etwa ein Gefälle auf die Gesamtlänge von 0,5 % (0,29°).
Das Gewässer nimmt in seinem Lauf keine relevanten Nebengewässer auf.

## Handwerk, Gewerbe
Im Flotzbach finden sich regional bedeutende Unternehmen sowie einige international tätig Unternehmen (z. B. Viessmann Holzheiztechnik GmbH).